# Avedis Zildjian Company

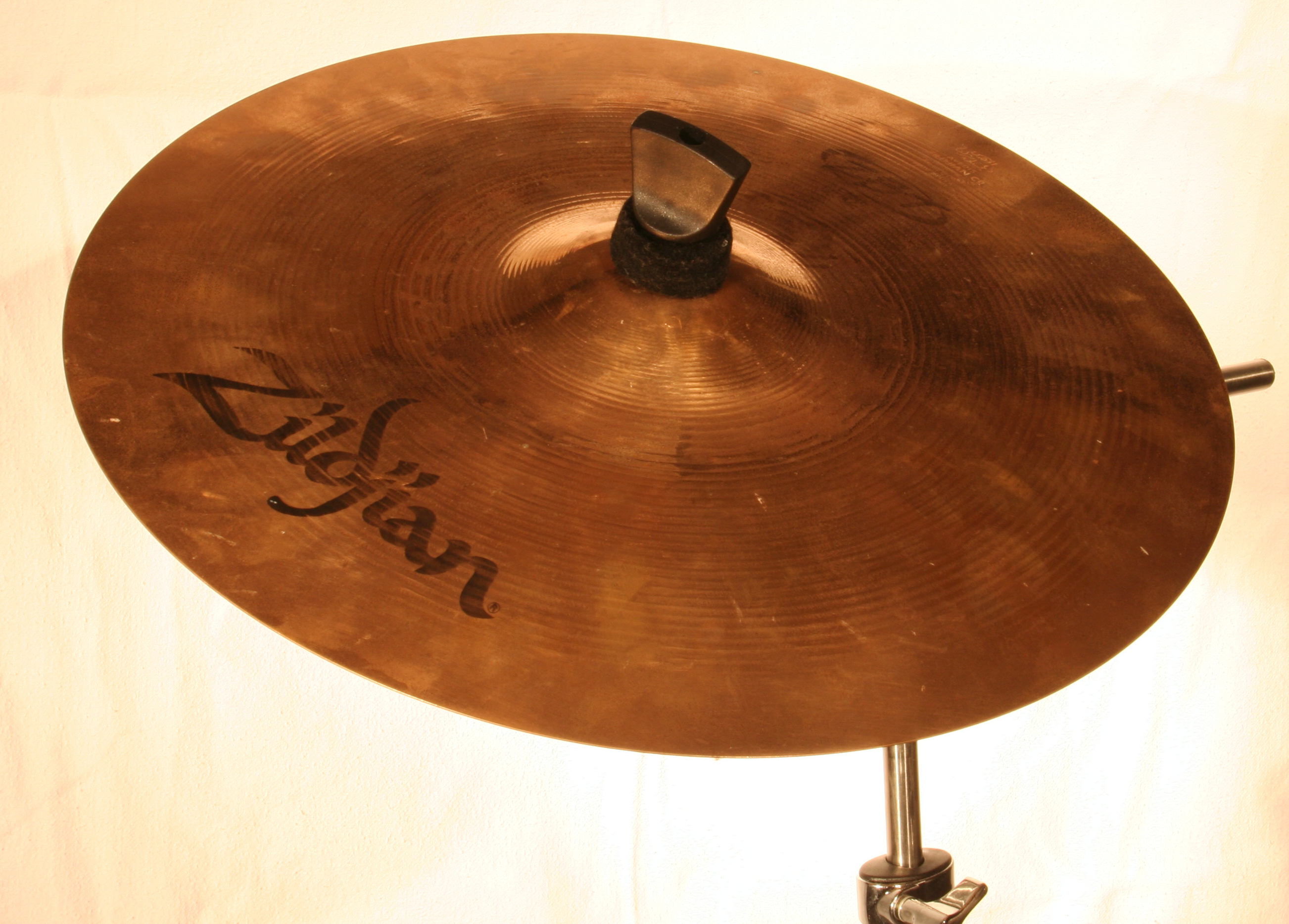
Zildjian crash-bekken van 14 inch

De Avedis Zildjian Company is een bekkenfabrikant opgericht in Istanboel, Turkije, door de Armeense Avedis Zildjian in de tijd van het Ottomaanse Rijk. Het bedrijf is, naast Meinl, Paiste en Sabian, een van de grootste producenten van bekkens. Zildjian is met zijn 400 jaar het oudste familiebedrijf in Amerika, en een van de 300 oudste bedrijven ter wereld. Ze verkopen ook drumgerelateerde accessoires, zoals drumstokken.

## Geschiedenis
De eerste Zildjian (zil-jin) bekkens werden in 1623 gemaakt in Jerevan door Avedis Zildjian, die onderzoek deed naar een manier om normale metalen in goud te veranderen. Hij creëerde een legering van tin, koper, en zilver die muzikale geluiden produceerde zonder te scheuren. Avedis kreeg de naam Zildjian (Zilciyân) van de prins van Armenië (van het Armeens zil - bekken, dji - maker-verkoper, ian een veelgebruikte lettergroep in de achternamen van Armenen) en begon een bedrijf in 1623. De details van het hoofdproduct bleven generaties lang geheim. Het werd traditie dat alleen de opvolger van het bedrijf het precieze productieproces te horen kreeg.
The Zildjian Company veranderde in de negentiende eeuw van een bedrijf dat herriemakers maakte om de vijanden van Armenië bang te maken in een bedrijf dat bekkens verkoopt als muziekinstrumenten.
In 1908 emigreerde Avedis Zildjian III naar Boston. Rond 1926 tekende Aram Zildjian een exclusief Amerikaans distributiecontract om K. Zildjian-bekkens te leveren bij drumstellen van Gretsch.
Rond 1928 begonnen Avedis III en Aram Zildjian bekkens te produceren in Quincy, Massachusetts in concurrentie met de K. Zildjian company in Turkije. Zo werd Avedis Zildjian Company opgericht in 1929, het jaar waarin de Grote Depressie begon in Amerika. Jazzdrummers zoals Gene Krupa, Buddy Rich, Loeie Bellson, Shelly Manne, Cozy Cole, en Papa Jo Jones gebruikten allemaal Avedis Zildjian-bekkens.
Avedis III's zoon Armand Zildjian begon met het handmatig selecteren van bekkens voor professionele drummers. Zijn manier om persoonlijke relaties met professionele drummers en percussionisten aan te gaan is de basis van de Artist Relations-afdeling van Zildjian. In 1968 werden K. Zildjian Co. en alle Europese handelsmerken teruggekocht ten name van Avedis Zildjian Co. In 1968 werd een tweede fabriek, de Azcofabriek, in Meductic, New Brunswick in Canada geopend.

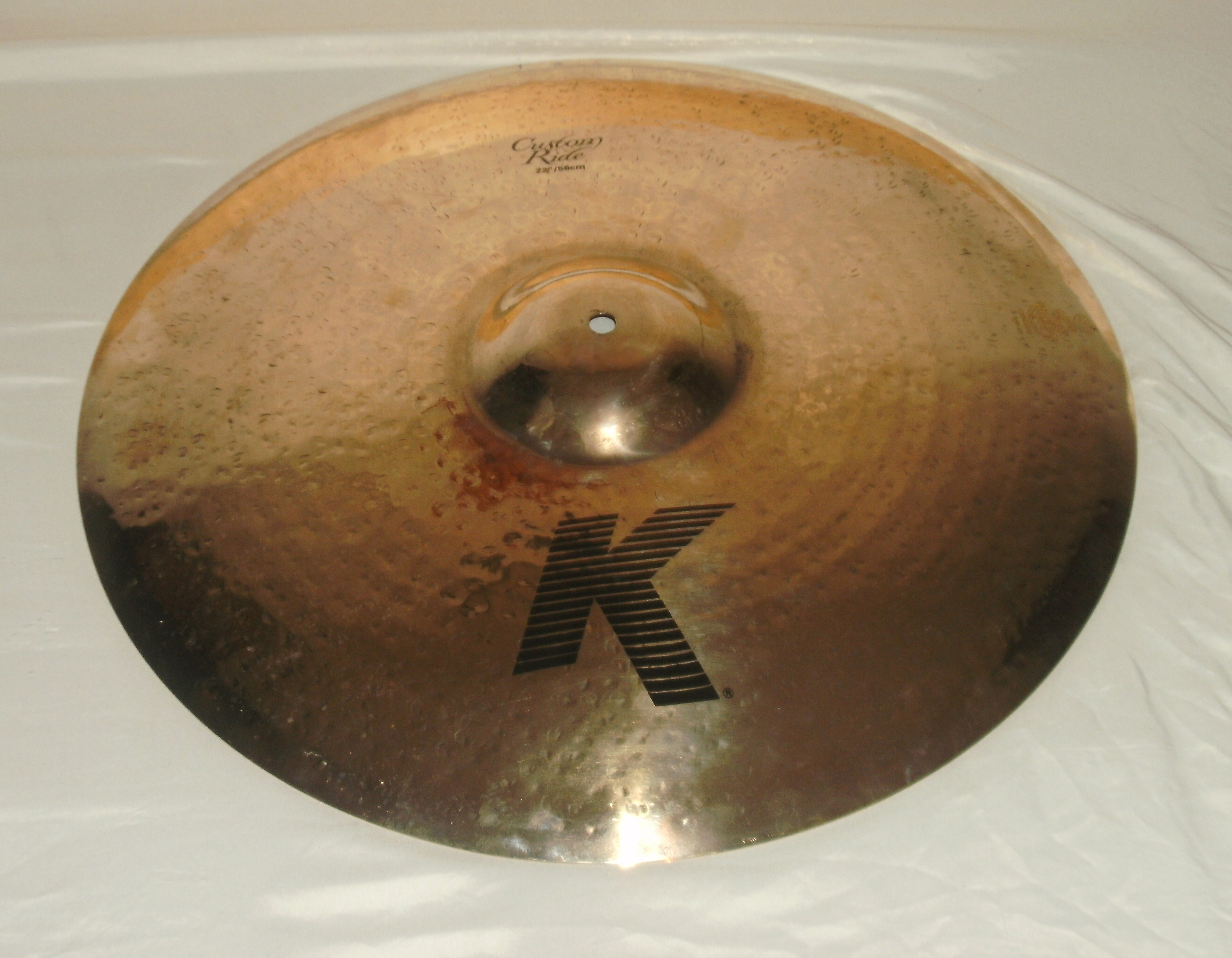
Zildjian K-Custom ride-bekken van 22 inch

Van 1968 tot 1970 produceerde de Azcofabriek Zilcobekkens. In deze fabriek werd de basis gelegd voor het vormen van bekkens door persing.
In 1970 had Zildjian al hun productiecapaciteit nodig bij hun Azcofabriek voor hun normale Zildjianproductlijn, daarom werden de gietsels van de fabriek in Quincy opgestuurd naar de Zilcofabriek om te worden afgemaakt.
In 1975 begon Zildjian met het maken van K. Zildjian-bekkens in de Zilco-fabriek. Dit was de eerste keer dat, na jaren concurrentie met elkaar, K. Zildjian Istanbul en Avedis Zildjian Company samenwerkten. De bekkens werden gemaakt tot 1979.
In het begin van 1977 werd Armand Zildjian aangewezen als bestuurder van de Avedis Zildjian Company door zijn vader. Vlak daarna stapte Robert Zildjian uit het bedrijf door een conflict met zijn broer Armand. Niet veel later, in 1981, begon Robert met het maken van Sabian-bekkens in de Azco-fabriek.
Traditiegetrouw gaf Armand het geheim van de Zildjianlegering door aan zijn dochters, Craigie en Debbie Zildjian (veertiende generatie), die beiden het bedrijf voortzetten vanuit de huidige fabriek in Norwell, Massachusetts.
Craigie is de eerste vrouwelijke directeur in de geschiedenis van Zildjian en Debbie is de Vice-President van Human Resources. Craigie en Debbie hebben allebei dochters.
Behalve bekkens produceert de Avedis Zildjian Company producten zoals drumstokken en andere drumaccessoires.